# Machos alfa (sèrie de televisió)
Machos alfa és una sèrie de televisió per internet espanyola de comèdia creada pels germans Alberto i Laura Caballero per a Netflix. És protagonitzada per Fernando Gil, Maria Hervás, Raúl Tejón, Kira Miró, Gorka Otxoa, Paula Gallego, Fele Martínez i Raquel Guerrero, i va ser produïda per la productora dels dos germans, Contubernio, en la seva primera producció fora de Mediaset España des del final d'Aquí no hay quien viva.
La primera temporada es va estrenar a Netflix el 30 de desembre de 2022 i la segona el 9 de febrer de 2024. La renovació per la tercera temporada, el rodatge de la qual començarà el març de 2024, es va anunciar a la setmana de l'estrena de la segona.

## Trama
La sèrie se centra en quatre homes de 40 anys (Fernando Gil, Raúl Tejón, Gorka Otxoa i Fele Martínez) que veuen com els seus privilegis per ser homes van desapareixent amb els canvis socials, i es veuen en l'obligació d'adaptar-se als nous temps.

## Repartiment

### Principal
- Gorka Otxoa com a Santi
- Fele Martínez com a Luis Bravo
- Fernando Gil com a Pedro Aguilar
- Raúl Tejón com Raúl Camacho
- Paula Gallego com Álex
- Raquel Guerrero com a Esther
- Maria Hervás com Daniela Galván
- Kira Miró com a Llum

### Recurrent
- Santi Millán com a Patrick (Episodi 1; Episodi 6 - Episodi 10)
- Cayetana Cabezas com a Blanca (Episodi 1; Episodi 3 - Episodi 4; Episodi 6; Episodi 8; Episodi 10)
- Virginia Rodríguez com a Cristina (Episodi 1 - Episodi 2; Episodi 10)
- Silvia Marty com a Carmen (Episodi 1 - Episodi 2; Episodi 6; Episodi 10)
- Leire Marín com a Iris Bravo (Episodi 1; Episodi 4 - Episodi 10)
- Gabriel Álvarez com a Ulises Bravo (Episodi 1; Episodi 4 - Episodi 10)
- Nacho Rubio com a Jero (Episodi 1 - Episodi 2; Episodi 6; Episodi 9 - Episodi 10)
- Karol Luna com a Patricia "Patri" (Episodi 2 - Episodi 10)
- Nazaret Aracil com a Cynthia Galván (Episodi 2; Episodi 6; Episodi 8)
- Nathalie Seseña com a Psicòloga (Episodi 2; Episodi 6 - Episodi 7)
- Javier Aguayo com a Gabriel (Episodi 3; Episodi 5; Episodi 7; Episodi 9)
- Roger Berruezo com a Guillermo (Episodi 3 - Episodi 9)
- María Castro com a Eugenia (Episodi 5 - Episodi 9)
- Jordi Aguilar com a Sensesostre (Episodi 5 - Episodi 8)
- Ascen López com a Mare de Luis (Episodi 7; Episodi 9 - Episodi 10)

### Invitats destacats
- Noelia Castaño com a Duna (Episodi 1; Episodi 10)
- Esperanza Elipe com Pilar "Pili" (Episodi 2; Episodi 9)
- Abel Rodríguez com a Jonás (Episodi 3; Episodi 8)
- Luis Merlo com a Doctor (Episodi 3)
- Fanny Gautier com a Esperanza (Episodi 3)
- Andoni Agirregomezkorta com Julián (Episodi 3; Episodi 6)
- Jordi Sànchez com a Rodrigo (Episodi 4; Episodi 10)
- Aitziber Garmendia com a Nagore (Episodi 4; Episodi 10)
- Petra Martínez com a Mare de Pere (Episodi 4)
- Mariano Venancio com a Pare de Pedro (Episodi 4)
- Natalia Hernández com Tamara (Episodi 6)
- Mar Saura com a Verònica (Episodi 7)
- Paula Prendes com Natalia (Episodi 7)
- Jaime Riba com a Elías (Episodi 7)
- Roberto García com a Dependent (Episodi 7)
- Luján Argüelles com a Núria (Episodi 10)

## Llista d'episodis

### Temporada 1 (2022)
| Núm. de la temporada | Títol | Direcció                                 | Guió            | Data d'emissió original |
| -------------------- | ----- | ---------------------------------------- | --------------- | ----------------------- |
| 1                    | 1     | «En deconstrucción»                      | Laura Caballero | 30 de desembre de 2022  |
| 2                    | 2     | «Lo que te absorbe es la vida»           | Laura Caballero | 30 de desembre de 2022  |
| 3                    | 3     | «Masculinidad tóxica»                    | Laura Caballero | 30 de desembre de 2022  |
| 4                    | 4     | «Hierbas ibicencas»                      | Laura Caballero | 30 de desembre de 2022  |
| 5                    | 5     | «Heteroflexibles sensibles»              | Laura Caballero | 30 de desembre de 2022  |
| 6                    | 6     | «La que has liado»                       | Laura Caballero | 30 de desembre de 2022  |
| 7                    | 7     | «¿Cuándo lloraste por última vez?»       | Laura Caballero | 30 de desembre de 2022  |
| 8                    | 8     | «Con lo bien que estábamos»              | Laura Caballero | 30 de desembre de 2022  |
| 9                    | 9     | «El Moisés de los machirulos»            | Laura Caballero | 30 de desembre de 2022  |
| 10                   | 10    | «O falla el temario o fallamos nosotros» | Laura Caballero | 30 de desembre de 2022  |

### Temporada 2 (2024)
| Núm. de la temporada | Títol | Direcció                           | Guió            | Data d'emissió original |
| -------------------- | ----- | ---------------------------------- | --------------- | ----------------------- |
| 11                   | 1     | «Me siento como... deconstruido»   | Laura Caballero | 9 de febrer de2024      |
| 12                   | 2     | «¿Tú tienes sueños?»               | Laura Caballero | 9 de febrer de2024      |
| 13                   | 3     | «Dale la vuelta»                   | Laura Caballero | 9 de febrer de2024      |
| 14                   | 4     | «Pregunta antes de entrar»         | Laura Caballero | 9 de febrer de2024      |
| 15                   | 5     | «No te putopilles»                 | Laura Caballero | 9 de febrer de2024      |
| 16                   | 6     | «¿Un lunes?»                       | Laura Caballero | 9 de febrer de2024      |
| 17                   | 7     | «Los chicos de la hermandad»       | Laura Caballero | 9 de febrer de2024      |
| 18                   | 8     | «Soy hetero»                       | Laura Caballero | 9 de febrer de2024      |
| 19                   | 9     | «¿Qué es ser mujer?»               | Laura Caballero | 9 de febrer de2024      |
| 20                   | 10    | «Para una vez que nos juntamos...» | Laura Caballero | 9 de febrer de2024      |

## Producció
La idea original de la sèrie va néixer poc després del final del confinament per la pandèmia de COVID-19. Després de finalitzar el rodatge de la dotzena temporada de La que se avecina, i davant la impossibilitat de reprendre el de la tercera temporada de El pueblo a causa de les dificultats dels viatges entre comunitats autònomes, els germans Alberto i Laura Caballero, al costat dels seus coguionistes Daniel Deorador i Araceli Álvarez, van aprofitar l'ocasió per desenvolupar idees per a noves sèries. Entre altres projectes, Araceli va proposar una sèrie protagonitzada per dones de 40 anys, davant de la recent onada de sèries protagonitzades per dones, i en plantejar-se que podrien aportar davant de sèries similars, van decidir finalment crear una sèrie sobre la reacció de l'home als canvis socials. Amb el permís de Mediaset España, qui co-posseïa la productora dels germans Caballero, Contubernio, els quatre guionistes van portar la sèrie a Netflix, qui ja havia mostrat interès a col·laborar amb els germans Caballero.
Mascles alfa va ser anunciada per primera vegada el març de 2022, amb anunci que tindria 10 capítols de 30 minuts a Netflix, com la primera sèrie dels germans Caballero exclusivament per a una plataforma de streaming. El juliol de 2022, el seu repartiment va ser desvetllat i es va confirmar que els enregistraments de la sèrie ja havien acabat.

## Llançament i màrqueting
El 21 de novembre de 2022, Netflix va treure les primeres imatges de la sèrie i va confirmar que s'estrenaria a la seva plataforma el 30 de desembre de 2022.

### Emissió

#### Espanya i Andorra
- 30 desembre 2022 a través de la plataforma Netflix.
- Tardor 2023 a través d'un dels canals en obert de la TDT pertanyent a Mediaset Espanya.

#### Hispanoamèrica
- Hivern 2023 a través de la plataforma Netflix.